# 2010年の日本競馬
2010年の日本競馬（2010ねんのにほんけいば）では、2010年（平成22年）の日本競馬界についてまとめる。
2009年の日本競馬 - 2010年の日本競馬 - 2011年の日本競馬

## 概要
中央競馬(JRA)は、2009年11月18日に主だったスケジュールを発表した。それによると函館競馬場におけるスタンド全面改築が終わり、2年ぶりに夏の開催が行われる一方、中京競馬場において、高松宮記念終了後にスタンドの全面改築工事に入る（2011年まで）関係で、前年に続き例年と異なる開催日程となる予定となっている。
なお、前年は1月4日が日曜日であったことから異例のレース開催となったものの、この年は1月3日が日曜日となり、しかもそれによりUターンラッシュが例年以上のものとなることが見込まれることから、中山金杯・京都金杯を実施する初日は例年通り1月5日となった。
中京の1開催分の振り替えは京都競馬場での開催を拡張して対応する。この為、2010年6月競馬は京都競馬場と阪神競馬場での開催となる。また年初の小倉競馬場開催と年末の中京開催を入れ替えることになった。
また、2010年より中央競馬で開催される平地重賞競走は全て国際競走となる。これにより3歳クラシック競走全てに外国馬の参戦枠が設けられることとなった。さらにGIと重賞レースの本馬場入場曲が岩代太郎による楽曲に全面的に刷新される。
地方競馬については、2010年3月8日にそれまでの開催された分を含めた詳細日程と2011年3月までの日程が発表された。

## できごと

### 1月
- 7日 - 【JRA】 JRAは、2011年春に熊本県八代市に新しい場外馬券発売施設「ウインズ八代」（仮称）の設置を発表。農林水産大臣による施設の設置承認が認められたことによるもの。JRAの場外発売施設では40箇所目となる[4]。
- 9日 - 【地方競馬】 帯広競馬の5連勝単勝式で、ばんえい競馬史上最高配当となる220万2050円（的中1口）を記録[5]。更に1月31日には1022万2930円の高額配当を記録した[6]。
- 10日 -【JRA】中山競馬第11競走（ジャニュアリーステークス）でニシノコンサフォス（JRA）が1着に入線。JRAの平地競走における10歳以上馬の優勝は2008年の小倉大賞典を制したアサカディフィート以来、2年ぶり。
- 11日 - 【JRA】中山競馬第4競走の第4コーナー付近で三浦皇成の騎乗馬が外側へ斜行した影響により、9頭が相次いで落馬するアクシデントが発生[7]。これにより内田博幸が左尺骨近位骨幹部骨折の負傷を負ったのを始め、蛯名正義、勝浦正樹、後藤浩輝、中舘英二、松岡正海の各騎手も落馬負傷し以後のレースが騎手変更に（馬は9頭とも異常なし）。これにより馬は第1位入線も失格となり、三浦は開催日4日間の騎乗停止処分を受けた[8]。9頭の落馬はJRA史上最多記録となった。

- 16日 - 【JRA】 京都競馬第4競走で、8番人気→13番人気→3番人気の順で入線。三連単の配当が京都競馬史上1位（JRA全体では史上3位）となる1457万5600円を記録[9]。
- 17日 - 【JRA】 京都競馬第12競走で、7位入線のワールドワイド（JRA）が向正面にて他馬の進路を妨害をしたとして9着に降着。鞍上の小牧太も開催日4日間の騎乗停止に[10]。
- 21日 - 【NAR】 大井競馬第4競走で本来出走する予定だった馬と休養中だった馬を取り違えるミスが発生。原因は輸送の際のミスによるもので、更に出走直前まで馬の取り違えに気付かず、レース直前の装鞍の際の馬体照合でようやく発覚。これにより本来出走する馬は競走除外となった[11]。なお大井競馬では2003年9月7日にも同様の事例が発生しており、また直近では2009年11月25日に笠松競馬で発生している[12]。
- 27日 - 【NAR】 第59回川崎記念（JpnI）で、ヴァーミリアン（JRA）が2分12秒7のレコードタイムで優勝し、自身の持つGI最多勝利数を9に伸ばすと共に、7年連続重賞制覇を成し遂げた[13]。
- 31日 - 【JRA】東京競馬第11競走（根岸ステークス）で、騎手の小林慎一郎（栗東）が2000年のデビュー以来初めてとなる重賞勝利を達成[14]。

### 2月
- 1日 - いずれも【JRA】
  - 2009年12月に同僚騎手のスニーカーを盗んだとして茨城県警稲敷署に逮捕された美浦所属の24歳の騎手が、JRAに対して騎手免許取消の申請をしていたことが分かり、JRAは1日付で騎手免許を取り消した[15]。
  - 2月21日の東京競馬最終競走として施行する「東京ウインタープレミアム」の競走名がファン投票により『メイセイオペラメモリアル』に決定したことを発表[16]。同馬は1999年第16回フェブラリーステークス優勝馬である。
- 6日 - 【JRA】この日の中京競馬は積雪の影響により第1競走から第9競走までの発走時刻を最大70分繰り下げて施行[17]。また第11競走（小倉大賞典）の発走直前にドリームサンデー（JRA）が発馬機の誤動作で前扉が開いたことにより枠内から飛び出し、発走時刻が8分遅れるハプニング（同馬は異常なしと判断されそのまま発走）。また第2位に入線したマイネルスターリーが決勝線手前で急に外に斜行し、他の馬の走行を妨害したため第5着に降着となり、鞍上の三浦皇成は開催日4日間の騎乗停止処分[18]。
- 8日 - 【NAR】 愛知県競馬組合は、2009年3月26日に行われた名古屋競馬第1競走で禁止薬物の「カフェイン」が検出され失格・出走停止30日間及び賞金返還の制裁を受けたイーストミラクルの管理調教師について、8日付で戒告及び賞典停止30日間の処分を行ったと発表[19]。
- 9日 - 【NAR】 JBC実行委員会が地方競馬全国協会で行われ、2011年のJBCは大井競馬場でナイター開催として行われることを発表。大井では2007年以来4年ぶり5回目の開催。またJBCスプリントは距離1200m、JBCクラシックは距離2000mで施行されることも合わせて発表[20]。
- 10日 
  - 【JRA】 2010年度の新規騎手及び調教師試験の合格発表が行われ、騎手は6名が合格。全員競馬学校卒業生で、地方競馬出身者からの合格者はなし。また調教師は9名が合格し、現役騎手の菊沢隆徳、角田晃一、更に元騎手の田中剛、千田輝彦、牧田和弥、日吉正和が含まれている。いずれも3月1日付での免許発効となる[21]。
  - 【JRA】騎手の塚田祥雄（美浦）、西原玲奈、橋本美純（いずれも栗東）[22]、調教師の福永甲（栗東）の引退、調教師の佐々木亜良（美浦）の勇退（いずれも2月28日付）を発表[23]。
  - 【NAR】 2月2日に行われた荒尾競馬第10競走で第1位に入線した5歳牡馬（松島壽厩舎）と第11競走で第1位に入線した4歳牡馬（平山良一厩舎）からそれぞれ禁止薬物の「ニコチン」が尿検査により検出され、10日に出走を予定していた両厩舎の管理馬14頭について競走除外とする措置を行った[24]。
- 14日 - 【JRA】東京競馬第11競走（ダイヤモンドステークス）で、騎手の武豊（栗東）が24年連続でJRAでの重賞勝利を達成[25]。
- 17日 - 【NAR】 2010年のホッカイドウ競馬の日程が発表され、本年度は4月28日から11月18日までの合計80日間（前年比2日減）、すべて門別競馬場でナイター開催として行われることが決定。前年までの札幌での開催は休止となった[26]。
- 18日
  - 【JRA】 ポップロック（JRA）が競走馬登録を抹消。今後は日本国外（ アイルランドに移籍予定）で競走馬として現役続行[27]。
  - 【NAR】 コスモバルク（北海道）が2010年限定でアイルランドで調教師の資格を持つ児玉敬厩舎の下で競走馬として現役続行[28]。
- 20日 - 【JRA】 京都競馬第4競走で日本国外居住馬主所有馬第1号となるノトーリアスが出走（結果は8着）[29]。
- 25日 - 【NAR】 カンムリホルダー（兵庫）が連敗数新記録となる166連敗を記録。従来の記録はエリザベスクィーン（最終所属：園田）が記録した165連敗。
- 26日 - 【JRA】 JRAは、3月27日に開催される「ドバイワールドカップ」にウオッカ、「ドバイシーマクラシック」にレッドディザイアがそれぞれ出走することを発表[30]。ウオッカはこれが引退レースとなる。なお「ドバイシーマクラシック」には既にブエナビスタが出走することが決定している[31]。
- 27日 - いずれも【JRA】 
  - 2月28日付で騎手を引退する橋本美純が感染性胃腸炎のため27日・28日の騎乗を取りやめ。27日は阪神競馬場で2つのレースに騎乗予定だったがいずれも騎手変更となり、28日に同競馬場で行われる引退セレモニーも欠席[32]。
  - 宮崎市の「JRA宮崎育成牧場」内に利用者事前登録制による場外発売施設「宮崎場外発売所」がオープン[33]。JRAの場外発売施設はこれで39箇所目で、南九州地区では初の設置。

### 3月
- 2日 - 【JRA】 ローレルゲレイロが3月27日に行われる「ドバイゴールデンシャヒーン」に出走することを発表[34]。
- 4日 - 【JRA】 メイダン競馬場で行われたマクトゥームチャレンジラウンド3（GII）で、ドバイ遠征中のレッドディザイアが2分2秒52のタイムで優勝。また同じくドバイ遠征中のウオッカは8着[35]。
- 6日 - 「マクトゥームチャレンジラウンド3」で8着と敗れたウオッカが、2度目の鼻出血を発症したことが判明。これを受け調教師の角居勝彦（栗東）とオーナーの谷水雄三が緊急会談を行い、ドバイワールドカップへの出走を取り止め[36]、翌7日に角居師が引退を正式発表した[37]。今後は繁殖牝馬としてアイルランドで繋養される（その後3月18日付で競走馬登録を抹消）。
- 7日 - 【JRA】 3月4日に行われた「マクトゥームチャレンジラウンド3」を制したレッドディザイアが、当初出走を予定していた「ドバイシーマクラシック」から「ドバイワールドカップ」に変更することを馬主である東京ホースレーシングが発表、鞍上はクリストフ・スミヨン（ フランス）に決定[38]。
- 8日 - いずれも【JRA】
  - 3月28日の高松宮記念当日に中京競馬第12競走として施行する「中京サンクスプレミアム」のレース名が、2000年の第30回高松宮記念優勝馬であるキングヘイローから『キングヘイローメモリアル』に決定[39]。
  - 日本中央競馬会は、2011年春に予定されている「5重勝単勝式馬券」の導入に合わせ、勝馬投票券がより気軽に購入できる「JRAダイレクト」を導入すると発表。発売はインターネット限定（パソコンのみ。携帯電話は不可）で、購入の際にはクレジットカードが必要となる[40]。
- 11日 - 【JRA】 JRAの2009年度の決算案を発表。事業収益が12年連続で、また純利益も7年連続で減少となった[41]。
- 13日 - いずれも【JRA】
  - 中山競馬第6競走で、ルナーレガシー（JRA）が1着となり、馬主であるドバイのシェイク・モハメドは日本国外在住の馬主として初勝利を挙げた[42]。
  - 「フサイチ」の冠名で知られる馬主の関口房朗の所有する競走馬が3月12日に東京地方裁判所に差し押さえられていたことが明らかに[43]。
- 17日 - 【NAR】 2010年限定でアイルランドで現役続行を予定していたコスモバルクが、茨城県内で調整中に左後ろ脚の剥離骨折を引き起こし、歩様にも乱れが生じたため引退。今後は功労馬として北海道で余生を過ごす[44]。→2月18日の出来事参照
- 18日 - 【JRA】 3月27日に開催される「ドバイシーマクラシック」に出走するブエナビスタの鞍上が、当初予定していたクリストフ・スミヨンからオリビエ・ペリエ（ フランス）に変更。理由は不明であるが、スミヨンが騎乗できなくなったことによる[45]。
- 20日 - 【JRA】 この日の中京競馬に騎乗していた丸田恭介（美浦）は、第4競走で第4位入線も他の馬の走行を妨害し騎手を落馬させたため失格。更に第10競走(御在所特別）では第2位入線も他の馬の走行を妨害したため第8着に降着。このため「走行妨害を繰り返したことは騎手として重大な過失である」と判断され、合わせて開催日10日間（第4競走で4日間、第10競走で6日間）の騎乗停止処分[46]。
- 21日 - 【JRA】この日の中山競馬は、強風の影響で交通機関が乱れたことなどから第1競走から第8競走までの発走時刻を10分から60分繰り下げて施行[47]。
- 22日 - 【JRA】 4月11日の桜花賞当日に施行される阪神競馬第12競走のJRAプレミアムレース『阪神スプリングプレミアム』のレース名について、1997年の桜花賞優勝馬であるキョウエイマーチから『キョウエイマーチメモリアル』に決定[48]。
- 25日 - 【NAR】 地方競馬の2010年4月以降の競走番組に関する統一事項を発表[49]。主な点は、1.平場競走の名称を「普通競走」に統一。競走種別を「重賞」「準重賞」「特別」「普通」の4種類に区分。「一般競走」の意味を「年齢によって区分される競走のうち『3歳（4歳）以上の古馬による競走』」と定義。 2.「一般競走」の区分を全国一律にA・B・Cの3つに。ただし競馬場毎の格付け基準は変更なし。 3.牝馬の負担重量が3歳以上は2Kg減に統一。ただし南関東の3歳牝馬戦は6月まで今まで通り1Kg減のままとなる。
- 27日
  - 【JRA】 阪神競馬第10競走（毎日杯）の最後の直線走路で、騎手の武豊が騎乗馬の故障（左中手骨解放骨折）・転倒のあおりを受け落馬。騎乗馬は予後不良、武豊は左肩骨折の疑い及び右手関節亀裂骨折などで病院に搬送。その後のレースが騎手変更となったほか[50]、翌28日での中京競馬での騎乗もすべて騎手変更となった[51]。
  - 【JRA】 ドバイ国際競走が行われたが、日本馬ではドバイシーマクラシックに出走したブエナビスタの2着が最高で、ドバイゴールデンシャヒーンに出走したローレルゲレイロとゴドルフィンマイルに出走したグロリアスノアがともに4着、ドバイワールドカップに出走したレッドディザイアは11着に終わった[52]。
  - 【NAR】 荒尾競馬とばんえい帯広競馬は、この日の「5重勝単勝式馬券」の発売を取りやめ、前日発売分について全額返還すると発表。「オッズパーク」のシステム障害が原因と見られる[53]。
- 29日 - 【JRA】 4月18日の皐月賞当日に中山競馬第12競走で施行される『中山スプリングプレミアム』のレース名が、2001年の皐月賞優勝馬アグネスタキオンから「アグネスタキオンメモリアル」に決定[54]。

### 4月
- 5日 - 【NAR】 ばんえい競馬を含めた2009年度の開催成績が発表され、総入場人員は13年連続で、また総売上及び1日平均の売上も2年連続で減少[55]。
- 6日 - 【NAR】 大井競馬第7競走で、14番人気→4番人気→15番人気の順で入線し、三連単式馬券の配当が公営競技史上最高配当額となる2488万720円を記録（的中は電話投票・SPAT4の1票のみ）[56][57]。
- 8日 - 【JRA】 3月に東京地方裁判所から差し押さえを受けていた馬主の関口房朗の所有馬について、クーリンガーなどを所有する林進が新たな馬主に。差し押さえられていたのはフサイチセブンとザサンデーフサイチで、他の2頭の所有馬については差し押さえの対象外だった[58]。→3月13日の出来事参照
- 12日 - 【JRA】 5月2日の天皇賞・春開催当日に京都競馬第12競走で施行される「京都ゴールデンプレミアム」のレース名が、2006年の同競走の優勝馬ディープインパクトから『ディープインパクトメモリアル』に決定[59]。
- 17日 - 【JRA】 この日開催を予定していた福島競馬は、降雪の影響により「安全な競馬の施行に支障を来す」との判断で中止に。代替競馬は2日後の19日に出馬投票をやり直さずに施行[60]。
- 20日 
  - 【JRA】 5月9日のNHKマイルカップ開催当日に東京競馬第12競走で施行される「東京スマイルプレミアム」のレース名が、1996年のNHKマイルカップ覇者であるタイキフォーチュンから『タイキフォーチュンメモリアル』に決定[61]。
  - 【NAR】 大井競馬第7競走で、第2位入線のハーミアに騎乗していた張田京（船橋）は、最後の直線で早めに追うことをやめたが、この行為が「不適切な騎乗であり競馬の公正を害した」と判断され実効8日間の騎乗停止処分[62]。
- 21日 - 【JRA】 日本騎手クラブの東西役員総会の役員改選において、新会長に武豊を選出[63]。
- 25日 - 【JRA】 この日の京都競馬に騎乗する予定だった岩田康誠（栗東）が4月19日の中山競馬第10競走での落馬の影響によりすべて乗り替わりに。前日の診察の結果、左肋骨骨折及び両側の肺挫傷と診断されたもの[64]。
- 26日 - 【JRA】 5月16日のヴィクトリアマイル当日に東京競馬第12競走で施行される「東京ロイヤルプレミアム」のレース名が、2006年のヴィクトリアマイル優勝馬であるダンスインザムードから『ダンスインザムードメモリアル』に決定[65]。

### 5月
- 4日 - 【JRA】 5月23日の優駿牝馬（オークス）当日に東京競馬第12競走で施行される「東京クラウンプレミアム」のレース名が、2006年の優駿牝馬優勝馬のカワカミプリンセスから『カワカミプリンセスメモリアル』に決定[66]。
- 7日 - 【NAR】 地方競馬最多騎乗記録（引退発表時点で4万177回）を持つ騎手の桑島孝春（船橋）が現役を引退。船橋競馬最終競走（鍾馗盃）が最後の騎乗となった[67]。
- 8日 - 【JRA】 新潟競馬第2競走で、15番人気→3番人気→8番人気の順で入線し、三連単式馬券の配当が新潟競馬史上最高配当となる671万1890円を記録[68][69]。
- 10日 - 【JRA】 5月30日の第77回東京優駿（日本ダービー）当日に東京競馬第12競走で施行される第124回目黒記念（GIII）のサブタイトルが、2007年の東京優駿優勝馬であるウオッカから『ウオッカメモリアル』に決定[70]。
- 16日 - 【JRA】 3月27日に行われた毎日杯で落馬負傷し、5月30日の東京優駿（日本ダービー）で復帰を目指していた武豊は復帰を断念することを京都競馬場での記者会見で発表。これによりダービーに騎乗予定だったヴィクトワールピサは皐月賞に引き続き岩田康誠が騎乗[71]。
- 17日 - 【JRA】 6月6日の安田記念当日に東京競馬第12競走で施行されるユニコーンステークス（GIII）のサブタイトルが、1998年の安田記念優勝馬であるタイキシャトルから『タイキシャトルメモリアル』に決定[72]。
- 23日 - 【JRA】 東京競馬第11競走・第71回優駿牝馬（オークス）で、アパパネとサンテミリオンが同着で優勝[73]。グレード制施行以前の旧八大競走を含めたJRAのGI競走での同着による優勝は史上初。

- 30日 - 【JRA】 東京競馬第5競走で、騎手の横山典弘（美浦）がJRA史上単独3位となる通算2112勝目を達成[74]。

### 6月
- 3日 - 【NAR】 名古屋競馬第1競走で、JRAでのレース施行前にゲートに尾を挟まれ負傷切断し「しっぽのない馬」として名古屋競馬に移籍・デビューしたトーホウジョーカーが1着に入りデビュー戦を飾った[75]。
- 5日 - 【JRA】 京都競馬第8競走で、5番人気→16番人気→14番人気の順で入線し、三連単式馬券の配当が京都競馬史上2位（JRA全体では史上5位）となる1143万7290円を記録[76]。
- 7日 - 【JRA】 6月27日の第51回宝塚記念当日に阪神競馬第12競走で施行される「阪神ドリームプレミアム」のサブタイトルが、1998年の宝塚記念優勝馬であるサイレンススズカから『サイレンススズカメモリアル』に決定[77]。
- 9日 - 【NAR】 門別競馬第7競走（第2回ひだか応援隊h-keiba.net賞）は濃霧による悪天候により中止。同競走の勝馬投票券も全額返還に[78]。また第8競走以降についても発走時刻を繰り下げて施行。
- 15日 - 【JRA】 落馬負傷・加療中の武豊の復帰が更に遅れることを調教師の池江泰郎（栗東）が武サイドから伝えてきたことを明らかにし、6月27日の宝塚記念に出走のフォゲッタブルについては蛯名正義が騎乗。また6月30日の大井競馬場での第33回帝王賞のヴァーミリアンについては未定[79]（6月24日に鞍上が福永祐一に決定[80]）。→5月16日の出来事参照
- 17日 - 【JRA】 この日発表された福島・阪神・函館の出馬表で、ディープインパクトの初年度産駒147頭のトップを切ってシュプリームギフト（牝2歳）が阪神競馬第2日目第4競走（サラ系2歳新馬戦）でデビューすることが決定[81]。
- 19日 - 【JRA】 2008年からスタンド改築工事が行われていた函館競馬場がこの日、グランドオープン。同時に函館と阪神で薄暮競馬が開始（9月5日まで実施）。
- 20日 - いずれも【JRA】 
  - 函館競馬第6競走で、15番人気→6番人気→12番人気の順で入線し、三連単式馬券の配当が函館競馬史上最高となる584万4760円を記録。また三連複式馬券の配当も函館競馬史上最高を記録[82]。
  - また福島競馬第1競走の三連単式馬券で福島競馬史上2位の高額配当となる491万1460円を記録、馬連・馬単も福島競馬史上最高配当（馬単はJRAの馬単配当としても史上3位）を記録[82]。
- 21日 - 【NAR】石川県競馬事務局は石川県議会産業委員会にて2009年度の金沢競馬の実質収支が7200万円の赤字になったことを公表。原因として「景気後退と降雪・低温などの異常気象に見舞われた」ことを挙げている[83]。
- 26日 - 【JRA】 福島競馬第2競走で、16番人気の馬が3着に入線。同馬の複勝式馬券がJRA史上最高配当となる1万6110円を記録[84]。従来の記録は2009年1月11日に京都競馬第3競走で記録した1万2280円（16頭立て、15番人気が3着に入線） → 詳細は2009年の日本競馬#1月を参照。

### 7月
- 10日 -【JRA】 7月3日にJRA顕彰馬のオグリキャップが死亡したため、判明直後の競馬開催であるこの日、福島競馬第11競走の松島特別[85]、阪神第10競走のジュライステークス[86]、函館第9競走の津軽海峡特別[87][88] に、「オグリキャップ追悼競走」と副題を付して、追悼競走が実施された。[89]
- 18日 -【JRA】 新潟競馬第11競走（アイビスサマーダッシュ）で、騎手の西田雄一郎（美浦）は1996年の七夕賞以来、14年ぶりの重賞制覇を達成[90]。なお同競走でカノヤザクラが競走中に左第1指関節脱臼を発症していたことが判明。予後不良の措置に[91]。
- 28日
  - 【JRA】 3月27日の阪神競馬で落馬負傷し、戦線を離脱していた武豊が8月1日の小倉競馬で復帰することを表明。当日は小倉記念など2つのレースに騎乗[92][注 1]。→3月27日、5月16日、6月15日の出来事をそれぞれ参照
  - 【NAR】 福山競馬は8月8日に、高知競馬所属の競走馬と騎手限定の競走『よさこいシリーズ』を2競走施行すると発表。他場の競走馬と騎手のみで競走を施行するのは全国の地方競馬として史上初で、発走前ファンファーレやレース実況も高知競馬関係で実施[93][注 2][94]。

### 8月
- 1日 - 【JRA】 秋期の競馬番組を発表[95][96]。前年からの変更事項で2009年11月の本年の競馬番組概要発表時点で未発表だった事項は以下の通り。

1. ワールドスーパージョッキーズシリーズが第5回東京競馬第7日の3競走での実施に変更、競走名が「エクセレントジョッキーズトロフィー」「ファンタスティックジョッキーズトロフィー」「プロミネントジョッキーズトロフィー」に全面刷新。
2. 秋期の若手騎手限定競走は第3回福島競馬で各日1競走ずつ実施。年間では26競走と前年比1競走増だが、秋期のみでは3競走減。
3. 記念競走は前年秋期より4競走増の5競走。アルゼンチン建国200周年として施行されるアルゼンチン共和国杯など。
4. JRA最終競走が例年の阪神競馬でのファイナルステークスから小倉競馬の「2010アンコールステークス」に変更。
5. 秋期のJRAプレミアムレースの対象となる11競走の競走名発表。

- 2日 - 【NAR】 5月28日付をもって騎手を引退した桑島孝春が8月1日付でNAR参与に委嘱[97]。→5月7日の出来事参照
- 4日 - 【JRA】 JRAは、これまで毎年2月に行っていた新規調教師の合格発表を2011年（平成23年）度から2ヵ月前倒しして12月に発表することになった。同時に試験の開催時期を見直し、第一次試験を従来の10月中旬から9月下旬に、第二次試験を従来の1月下旬から11月下旬にそれぞれ変更される[98]。なお免許交付はこれまで通り3月1日付となる。
- 8日 - 【JRA】 2005年から2007年まで3年連続で函館記念を制したエリモハリアー（JRA）が競走馬登録を抹消。今後は函館競馬場で乗馬に[99]。
- 10日 - 【NAR】 兵庫県騎手会は、勝負服のズボン部分に企業広告を掲載する試みを企画したと発表。50競走掲載し、試用期間として21日間の運用期間を指定[100]。
- 21日 - 【JRA】 新潟競馬第第9競走（新潟ジャンプステークス）で、コウエイトライ（牝9歳）が1着となり、同馬はグランドマーチス、バローネターフに並ぶ障害重賞7勝目を達成。また鞍上の高田潤（栗東）はこの勝利でJRA障害重賞全6場制覇を達成したが、最後の直線走路で内側に斜行したため開催日2日間の騎乗停止処分[101]。
- 29日 - 【JRA】 小倉競馬第10競走（阿蘇ステークス）で、クリーン（JRA）が馬体重612kgで出走し1着。自ら記録したJRA史上最高馬体重勝利記録（602 kg）を10kg更新[102]。

### 9月
- 4日 - いずれも【JRA】
  - 札幌競馬第1競走で、岩田康誠の騎乗していた馬が前の馬に接触しつまづいた影響で岩田が落馬。検査の結果左足関節外果骨折、右鎖骨々折、頭部打撲と診断され、4日の第2競走以降の騎乗及び5日の第3競走を除く全競走の騎乗を取りやめ（馬は異常なし）。なおこの件で審議が行われたものの到達順位通りに確定。
  - 新潟競馬第3競走で、最低15番人気の馬が1着に入線。単勝式馬券の配当が新潟競馬史上1位、JRA全体でも6位となる4万6080円を記録。また2着に4番人気の馬が入線し、馬番単勝式馬券の配当も新潟競馬史上1位となる44万710円を記録した[103]。
- 8日 - 【JRA】 10月3日の第44回スプリンターズステークス当日に中山競馬第12競走で施行される「中山オータムプレミアム」のサブタイトルが、1993年・94年のスプリンターズステークスを連覇したサクラバクシンオーから『サクラバクシンオーメモリアル』に決定[104]。
- 12日 - 【JRA】 札幌競馬第5競走（新馬戦）で、ロックバンド「TUBE」メンバーの前田亘輝が馬主であるノブヴィクトリーが写真判定の末初勝利[105][106]。
- 13日 - 【JRA】 JRAは、2011年の開催からBSデジタル放送のBS11デジタルで競馬中継の放送を開始すると発表。放送時間は土曜・日曜共に12時から17時30分までだが、地上波等の全国放送が行われる時間帯（原則土曜14:30 - 16:00、日曜15:00 - 16:00）は一旦中断する。また番組タイトル及び出演者等については現時点で未定（時間表記はすべてJST）[107]。
- 19日 - 【JRA】 阪神競馬第12競走の最後の直線走路で4頭が落馬するアクシデント。国分恭介騎乗のカンファーネオが前の馬に触れ転倒。更に松山弘平騎乗のスリーコンコルド、北村友一騎乗のケンブリッジシーザ、藤岡康太騎乗のヨドノブラボーが先に転倒したカンファーネオに接触しそれぞれ転倒した。この事故で松山、北村友が検査のため近くの病院へ運ばれ翌20日の騎乗が騎手変更になった他、国分恭も20日になって騎乗を取りやめ騎手変更となった（馬は4頭ともに異常なし）[108]。
- 20日 - 【JRA】 阪神競馬第8競走（阪神ジャンプステークス）で、コウエイトライ（JRA）が1着となり、史上最多となる障害重賞8勝目を達成すると共に、同競走での出走機会4連覇も果たした[109]。→8月21日の出来事参照
- 26日 - 【JRA】 中山競馬第3競走で、横山典弘が騎乗していた馬が落馬。横山典は救急車で船橋市内の病院へ搬送され、第11競走での産経賞オールカマーでのミッキーミラクルが柴田善臣（美浦）に変更したのを始め、騎乗予定馬はすべて騎手変更に[110]。なお検査の結果、中心性頸髄損傷及び頭蓋骨骨折と診断された[111]。
- 27日 - 【JRA】 10月24日の第71回菊花賞当日に京都競馬第12競走で施行される「京都クラウンプレミアム」のサブタイトルが、1992年の菊花賞優勝馬ライスシャワーから『ライスシャワーメモリアル』に決定[112]。

### 10月
- 1日 - 【NAR】 高知競馬は10月2日の高知競馬第5競走において、福山競馬所属馬と騎手限定の競走『鞆の浦シリーズ』を1競走施行すると発表。8月に福山競馬で実施された『よさこいシリーズ』と同様、「馬資源共有方法と効果、開催日程調整のテスト」を目的としている[113][注 3]。
- 3日 - 【JRA】 中山競馬第11競走（第44回スプリンターズステークス（GI））で、ダッシャーゴーゴーが2位に入線したが、最後の直線走路で第4位入線のサンカルロの進路を妨害したため第4着に降着となり、鞍上の川田将雅（栗東）も開催日4日間の騎乗停止処分に[114]。
- 4日 - 【JRA】 10月31日の第142回天皇賞・秋当日に東京競馬第12競走で施行される「東京ゴールデンプレミアム」のサブタイトルが、1997年の天皇賞・秋を制したエアグルーヴから『エアグルーヴメモリアル』に決定[115]。
- 14日 - 【JRA】 2009年度JRA賞最優秀短距離馬のローレルゲレイロが現役引退。今後は種牡馬に[116]（その後11月20日付で競走馬登録を抹消[117]）。
- 17日 - 【JRA】 京都競馬第11競走（秋華賞）で、アパパネ（JRA）が1着となり、メジロラモーヌ、スティルインラブに続く史上三頭目の牝馬三冠（桜花賞、優駿牝馬（オークス）、秋華賞）を達成[118]。
- 18日
  - 【JRA】 2011年度の開催日割および重賞競走の施行日程の概要を発表[119]。なお重賞競走の賞金設定、競馬番組のルール変更点及び取り組みなどについては11月中旬に公式発表する予定。 → 詳細は2011年の日本競馬を参照。
  - 【JRA】 11月14日の第35回エリザベス女王杯当日に京都競馬第12競走で施行される「京都ロイヤルプレミアム」のサブタイトルが、1998年・99年のエリザベス女王杯を連覇したメジロドーベルから『メジロドーベルメモリアル』に決定[120]。
  - 【NAR】 毎年12月末に大井競馬場で開催される統一JpnI競走の「東京大賞典」が2011年から国際競走として開催されることに。また特別区競馬組合が日本グレード格付け管理委員会に対して行った国際格付けの申請の結果、国際GIとして格付けされることになった。国際競走でかつ国際GI格付けとしては地方競馬では初[121]。
- 21日 - 【NAR】 佐賀県競馬組合と荒尾競馬組合は九州地区交流競走として『九州スーパースプリントシリーズ』を立ち上げると発表。いずれもダートで佐賀競馬場では900m、荒尾競馬場では950mで施行され、10月29日から2011年3月19日まで双方の競馬場で計25競走が施行される予定。競走名には佐賀と熊本の方言を用いることで「地域密着的な地方競馬」を目指すとしている[122]。
- 23日 - いずれも【JRA】
  - 福島競馬第4競走の最後の直線走路において、第2位入線のビップレジェンドが急に外側に斜行したため、シュウザンゴールドを転倒させて競走中止にさせた。これによりシュウザンゴールドは左上腕骨骨折で予後不良、また鞍上の宮崎北斗（美浦）は左腓骨骨折の負傷でこの日の第5競走以降、及び翌24日のレースが騎手変更に。ビップレジェンドは失格、鞍上の松山弘平は開催日4日間の騎乗停止処分。
  - 東京競馬第7競走で、柴田善臣が騎乗していた馬の故障発生により落馬。馬は脱臼を起こして予後不良、柴田善は頭部打撲、左眼窩内側壁骨折でその後の騎乗が騎手変更に。なお翌24日の京都競馬場での騎乗は予定通り行われた[123]。
- 25日 - 【JRA】 11月21日の第27回マイルチャンピオンシップ当日に京都競馬第12競走で施行される「京都スマイルプレミアム」のサブタイトルが、2003年・2004年のマイルチャンピオンシップを連覇したデュランダルから『デュランダルメモリアル』に決定[124]。
- 28日 - 【JRA】10月30日に京都競馬第11競走で施行される予定の第53回毎日放送賞スワンステークスと、翌10月31日に東京競馬第11競走で施行される予定の第142回天皇賞（秋）の金曜発売を、「平成22年台風第14号の接近が懸念される」として中止[125]。
- 30日 - 【JRA】 この日予定していた東京競馬は、台風の接近による影響で中止。代替競馬は2日後の11月1日に出馬投票をやり直さずに施行[126]。これにより、10月30日に藤田伸二が騎乗予定だった競走はすべて乗り替わりとなった（藤田がメルボルンカップ騎乗による豪州出張のため）。

### 11月
- 1日 - 【JRA】 11月28日の第30回ジャパンカップ開催当日に東京競馬第12競走で施行される「東京ウェルカムプレミアム」のサブタイトルが、1998年のジャパンカップ優勝馬のエルコンドルパサーから『エルコンドルパサーメモリアル』に決定[127]。
- 2日 - 【NAR】 地方競馬全国協会理事の雨宮敬徳が盛岡市内で行った講演で、2012年度から地方競馬の重賞競走の勝馬投票券をJRAの電話投票システム『PAT』で購入できるようになることを明らかにした。また2011年度から2年間でNARの基金の約75%にあたる70億円を取り崩し、収益が悪化している地方競馬への資金援助を検討していることも明らかにした[128]。
- 6日 - いずれも【JRA】
  - 東京競馬第6競走で、柴田善臣が岡部幸雄、武豊に続く史上3人目のJRA通算1万6000回騎乗を達成[129]。
  - 各競馬場や場外馬券発売施設で配付されていた成績表を、2011年1月5日発行分をもって終了すると発表。2011年度以降の成績表は競馬場と場外発売所のインフォメーションコーナーなどでの閲覧、JRA公式サイトでのPDFファイル形式での閲覧、レーシングプログラムでの払戻金一覧表と成績ダイジェストの掲載の3通りの方法に限定される[130]。
- 7日 - 【JRA】 スーパーホーネット（JRA）が右前浅屈腱炎の発症により現役を引退。今後は馬主の意向により種牡馬に[131]。
- 8日 - 【JRA】 12月5日の第11回ジャパンカップダート開催当日に阪神競馬第12競走で施行される「阪神ウェルカムプレミアム」のサブタイトルが、2001年のジャパンカップダート優勝のクロフネから『クロフネメモリアル』に決定[132]。
- 13日 - 【JRA】 9月26日の中山競馬第3競走で落馬負傷した横山典弘が東京競馬でレースに復帰。しかし第8競走で第2位入線も、最後の直線走路で急に外側に斜行し、他馬の走行を妨害したとして降着・開催日4日間の騎乗停止に。これにより11月21日の第27回マイルチャンピオンシップ及び11月27日のワールドスーパージョッキーズシリーズ（関東リーディング1位であるため出場権を保有していた）、11月28日のジャパンカップなどには騎乗不可能に。また9月4日の札幌競馬第1競走で落馬負傷した岩田康誠がこの日の京都競馬で、10月23日の福島競馬第4競走で他馬の斜行による落馬で負傷した宮崎北斗も福島競馬での若手騎手限定競走でそれぞれレースに復帰した[133]。→9月4日、9月26日及び10月23日の出来事をそれぞれ参照
- 14日 - 【JRA】 京都競馬第11競走（第35回エリザベス女王杯）で、英国から出走したスノーフェアリーが1着となり、同競走初の外国産馬勝利を達成[134]。
- 15日 - 【JRA】 12月12日の第62回阪神ジュベナイルフィリーズ当日に阪神競馬第12競走で施行される「阪神ウインタープレミアム」のサブタイトルが、1993年の阪神3歳牝馬ステークス（当時の競走名）の優勝馬であるヒシアマゾンから『ヒシアマゾンメモリアル』に決定[135]。
- 19日 - いずれも【JRA】 
  - 2011年の競馬番組の詳細を発表[136]。概要は次の通り。

1. オープン特別競走の出走馬決定方法が平地競走・障害競走ともに変更。収得総賞金と過去1年の収得賞金額に加え、新たに過去2年間のGI（JpnI）競走での収得賞金額も選出要素になる。適用は夏期競馬（第2回福島・第4回阪神・第1回函館の各1日目）からとなる。
2. 有馬記念の褒賞金交付対象として新たに「天皇賞（秋）かジャパンカップのどちらかで3着以内に入着した馬が有馬記念でも3着以内に入着した場合」が追加。最大5,000万円交付される。
3. ワールドスーパージョッキーズシリーズは第6回阪神第1節（12月3・4日）に施行。詳細は未発表。
4. これまで通りサマーシリーズを実施。
5. 薄暮競走を2010年とほぼ同様の日程（函館開催と第1回札幌の第11・12競走、第4回京都、第4回阪神、第3回小倉の第12競走）で開催。
以上の予定が、翌年3月11日に発生した東日本大震災の影響により、1に関しては第2回福島が第3回中山に変更され、5に関しては取り止めとなった。 → 詳細は2011年の日本競馬を参照。

- - 熊本県八代市に設置される場外馬券発売施設「ウインズ八代」の営業開始日が2011年4月23日（土曜日）と発表[137]。 → 1月7日の出来事も参照
- 20日 - いずれも【JRA】
  - 東京競馬第6競走で、三浦皇成騎乗の馬が最後の直線走路で他馬に関係なく疾病を発症し転倒。この影響で馬は粉砕骨折により予後不良、また三浦も脳しんとう、左上腕の挫傷及び擦過傷を負い騎乗不可能と判断され、以後の競走及び翌日に京都競馬場で行われる第27回マイルチャンピオンシップ他1競走が騎手変更に[138][139]。
  - 京都競馬第7競走で、10番人気→12番人気→6番人気の順に入線し、三連単式馬券の配当が京都競馬史上2番目、JRA全体でも史上5番目となる1180万4360円を記録[140]。
- 21日 - いずれも【JRA】
  - 京都競馬第2競走で、第10位入線のトリノが第1コーナーで外側に斜行して他馬の進路を妨害。馬は第11着に降着、鞍上の川田将雅も開催日1日（11月27日）の騎乗停止処分[141]。
  - 福島競馬第10競走（福島2歳ステークス）で、第2位入線のスギノエンデバーが最終の直線走路で外側に急に斜行し他の馬の進路を妨害。馬は第14着に降着、鞍上の丸山元気も開催日4日間の騎乗停止処分[141]。
- 22日 - 【JRA】 12月19日の第62回朝日杯フューチュリティステークス当日に中山競馬第12競走で施行される「中山ウインタープレミアム」のサブタイトルが、1997年の朝日杯2歳ステークス（当時の競走名）優勝馬であるグラスワンダーから『グラスワンダーメモリアル』に決定[142]。
- 28日 - 【JRA】 東京競馬第10競走（第30回ジャパンカップ（国際GI））で、ブエナビスタが1位入線となったが、最後の直線走路において第2位入線のローズキングダムの進路を妨害したため第2着に降着。繰り上がりでローズキングダムが1着となった。なお、GI競走における1位入線降着は2006年のエリザベス女王杯でカワカミプリンセスがヤマニンシュクルの進路を妨害し、12着に降着になった時以来、4年ぶり3例目。これにより、鞍上のクリストフ・スミヨンは開催日4日間の騎乗停止処分[143]。

### 12月
- 4日 - 【JRA】 中山競馬第8競走で、騎手の蛯名正義がJRA史上5人目（現役騎手4人目）となるJRA通算1万5000回騎乗を達成[144]。
- 6日 - 【JRA】 JRAは、指定された5つのレースの1着をすべて当てると最高2億円（キャリーオーバー方式による）の払い戻しが受けられる『5重勝単勝式馬券』を2011年4月24日からインターネット限定で導入すると発表。愛称は「WIN5」（ウイン ファイブ）で、対象レースは原則として毎週日曜日に開催されるメインレース及び準メインレースなどを中心に設定される。発売単位は1票100円[145][146]。
- 7日
  - 【JRA】 統一JpnI競走を含む史上最多のGIレース9勝を挙げたヴァーミリアン（JRA）が引退、種牡馬となることを管理調教師の石坂正によって明らかに。12月5日に行われた第11回ジャパンカップダートで14着と惨敗したことを受け、オーナーであるサンデーレーシングと石坂が急遽協議して決定したもの（その後12月12日にJRAから正式発表、12月19日に競走馬登録抹消）[147][148]。
  - 【NAR】 JBC実行委員会及び2011年のJBCを開催する大井競馬場は、同年から従来の『JBCスプリント』及び『JBCクラシック』に加え、3歳以上牝馬限定戦となる『JBCレディスクラシック』を新設することを発表。第1回目は距離1800mで施行。なお新設重賞のため格付けは付かないが、将来的には統一JpnI競走となる見込み。これに伴い、現在大井競馬場で行われている地方交流競走の『TCKディスタフ』を中央交流重賞のJBCレディスクラシックトライアルレース『レディスプレリュード』（距離1800m）として模様替えする[149][150]。
- 8日 - 【NAR】 船橋競馬第4競走で、出走した12頭すべてが競走除外となりレースが不成立となる珍事。1頭がフライングをしたため発走やり直しとなったが、その際係員の旗による合図が遅れたために全馬ゴールまで駆け抜けてしまい、激しい疲労によりレースのやり直しができなくなったもの。購入した馬券はすべて買い戻しに。同様の事例は2001年9月に福山競馬でも発生している[151]。
- 9日 - いずれも【JRA】
  - 2011年度の新規調教師免許試験の合格発表が行われ、関東4名、関西3名の合わせて7名が合格した。合格者の中には現役騎手の小野次郎が含まれている。免許は2011年3月1日付で交付される。なお、2011年度から合格発表は12月に行われることになった[152]。→2月10日及び8月4日の出来事も参照
  - 12月26日の第55回有馬記念ファン投票の結果が発表され、ブエナビスタが11万1,323票を獲得して1位。同馬は有馬記念への出走を表明している[153]。尚、ファン投票の最終結果は 有馬記念ファン投票 最終結果発表!（日本中央競馬会プレスリリース 2010年12月9日）[リンク切れ]を参照。
- 12日 - いずれも【JRA】
  - 阪神競馬第4競走で、騎手の畑端省吾（栗東）が2007年10月20日の京都競馬第7競走以来、3年1か月ぶりの勝利[154]。
  - 2010香港国際競走が当地のシャティン競馬場で行われたが、香港マイルに出走したエーシンフォワードと香港ヴァーズに出走したジャガーメイルは共に4着に惜敗。一方11月14日のエリザベス女王杯を制したスノーフェアリーが香港カップに出走し優勝した[155]。
- 18日 - 【JRA】 阪神競馬第8競走で、幸英明が年間騎乗回数を976回とし、前年（2009年）に内田博幸が記録した975回を更新するJRA新記録を樹立。幸はその後も3競走に騎乗したため年間騎乗回数を979回とした[156]。
- 19日 - 【JRA】 小倉競馬第11競走（愛知杯）で、今年の府中牝馬ステークス優勝馬であるテイエムオーロラが第3コーナーで右第1指関節開放性脱臼を発症し競走を中止。予後不良と診断され、安楽死の措置に（鞍上の国分恭介には異常なし）[157]。
- 24日 - 【JRA】 26日の第55回有馬記念に出走を予定していたローズキングダムが疝痛（腹痛）のため出走取消に。
- 25日 - いずれも【JRA】
  - 小倉競馬第7競走で騎手の丸山元気は第2位に入線（同着）したが、最後の直線走路で急に外側に斜行し、他の馬の進路を妨害したため開催日2日間の騎乗停止処分[158]。
  - 26日に施行の小倉競馬は「降雪が見込まれる」として前日夜間発売を中止した[159]。
- 26日
  - 【JRA】第55回有馬記念（JRA中山競馬場）は、ファン投票6位のヴィクトワールピサが、同1位且つ1番人気のブエナビスタの追撃を鼻差でしのいで勝利。鞍上のミルコ・デムーロは前週の朝日杯フューチュリティステークスで制裁金を科されていただけに、嬉しい勝利となった。
  - 【NAR】 この日開催予定だった金沢競馬は大雪による悪天候のため開催を中止。代替開催は12月28日に出馬投票をやり直さずに施行[160]。
- 31日 - 【NAR】 この日開催予定だった金沢競馬は雪により26日に続いて開催を中止。代替開催は1月2日に出馬投票をやり直さずに施行し、それに伴い第21回金沢競馬は1月2日から5日までの4日開催となった[161]。

## 競走成績

### 中央競馬・平地GI,JpnI
| 競走名                                 | 競走名                                 | 競走名                                 | 優勝馬                  | 性齢  | 騎手                                    | 調教師                                  | 所属                     |
| 月日                                   | 競馬場                                 | コース・距離                           | 優勝馬                  | 性齢  | 馬主                                    | 馬主                                    | タイム                   |
| -------------------------------------- | -------------------------------------- | -------------------------------------- | ----------------------- | ----- | --------------------------------------- | --------------------------------------- | ------------------------ |
| 第27回フェブラリーステークス           | 第27回フェブラリーステークス           | 第27回フェブラリーステークス           | エスポワールシチー      | 牡5   | 佐藤哲三                                | 安達昭夫                                | JRA栗東                  |
| 2月21日                                | 東京競馬場                             | ダート1600m                            | エスポワールシチー      | 牡5   | （株）友駿ホースクラブ                  | （株）友駿ホースクラブ                  | 1:34.9                   |
| 第40回高松宮記念                       | 第40回高松宮記念                       | 第40回高松宮記念                       | キンシャサノキセキ      | 牡7   | 四位洋文                                | 堀宣行                                  | JRA美浦                  |
| 3月28日                                | 中京競馬場                             | 芝1200m                                | キンシャサノキセキ      | 牡7   | 吉田和美                                | 吉田和美                                | 1:08.6                   |
| 第70回桜花賞                           | 第70回桜花賞                           | 第70回桜花賞                           | アパパネ                | 牝3   | 蛯名正義                                | 国枝栄                                  | JRA美浦                  |
| 4月11日                                | 阪神競馬場                             | 芝1600m                                | アパパネ                | 牝3   | 金子真人ホールディングス（株）          | 金子真人ホールディングス（株）          | 1:33.3                   |
| 第70回皐月賞                           | 第70回皐月賞                           | 第70回皐月賞                           | ヴィクトワールピサ      | 牡3   | 岩田康誠                                | 角居勝彦                                | JRA栗東                  |
| 4月18日                                | 中山競馬場                             | 芝2000m                                | ヴィクトワールピサ      | 牡3   | 市川義美                                | 市川義美                                | 2:00.8                   |
| 第141回天皇賞・春                      | 第141回天皇賞・春                      | 第141回天皇賞・春                      | ジャガーメイル          | 牡6   | クレイグ・ウィリアムズ                  | 堀宣行                                  | JRA美浦                  |
| 5月2日                                 | 京都競馬場                             | 芝3200m                                | ジャガーメイル          | 牡6   | 吉田和美                                | 吉田和美                                | 3:15.7                   |
| 第15回NHKマイルカップ                  | 第15回NHKマイルカップ                  | 第15回NHKマイルカップ                  | ダノンシャンティ        | 牡3   | 安藤勝己                                | 松田国英                                | JRA栗東                  |
| 5月9日                                 | 東京競馬場                             | 芝1600m                                | ダノンシャンティ        | 牡3   | （株）ダノックス                        | （株）ダノックス                        | 1:31.4（レコード）       |
| 第5回ヴィクトリアマイル                | 第5回ヴィクトリアマイル                | 第5回ヴィクトリアマイル                | ブエナビスタ            | 牝4   | 横山典弘                                | 松田博資                                | JRA栗東                  |
| 5月16日                                | 東京競馬場                             | 芝1600m                                | ブエナビスタ            | 牝4   | （有）サンデーレーシング                | （有）サンデーレーシング                | 1:32.4                   |
| 第71回優駿牝馬（オークス）             | 第71回優駿牝馬（オークス）             | 第71回優駿牝馬（オークス）             | アパパネ サンテミリオン | 牝3   | 蛯名正義 横山典弘                       | 国枝栄 古賀慎明                         | JRA美浦                  |
| 5月23日                                | 東京競馬場                             | 芝2400m                                | アパパネ サンテミリオン | 牝3   | 金子真人ホールディングス（株） 吉田照哉 | 金子真人ホールディングス（株） 吉田照哉 | 2:29.9 （1着同着）       |
| 第77回東京優駿（日本ダービー）         | 第77回東京優駿（日本ダービー）         | 第77回東京優駿（日本ダービー）         | エイシンフラッシュ      | 牡3   | 内田博幸                                | 藤原英昭                                | JRA栗東                  |
| 5月30日                                | 東京競馬場                             | 芝2400m                                | エイシンフラッシュ      | 牡3   | 平井豊光                                | 平井豊光                                | 2:26.9                   |
| 第60回安田記念                         | 第60回安田記念                         | 第60回安田記念                         | ショウワモダン          | 牡6   | 後藤浩輝                                | 杉浦宏昭                                | JRA美浦                  |
| 6月6日                                 | 東京競馬場                             | 芝1600m                                | ショウワモダン          | 牡6   | 山岸桂市                                | 山岸桂市                                | 1:31.7                   |
| 第51回宝塚記念                         | 第51回宝塚記念                         | 第51回宝塚記念                         | ナカヤマフェスタ        | 牡4   | 柴田善臣                                | 二ノ宮敬宇                              | JRA美浦                  |
| 6月27日                                | 阪神競馬場                             | 芝2200m                                | ナカヤマフェスタ        | 牡4   | 和泉信一                                | 和泉信一                                | 2:13.0                   |
| 第44回スプリンターズステークス         | 第44回スプリンターズステークス         | 第44回スプリンターズステークス         | ウルトラファンタジー    | せん8 | 黎海栄                                  | 姚本輝                                  | 香港                     |
| 10月3日                                | 中山競馬場                             | 芝1200m                                | ウルトラファンタジー    | せん8 | 林大輝                                  | 林大輝                                  | 1:07.4                   |
| 第15回秋華賞                           | 第15回秋華賞                           | 第15回秋華賞                           | アパパネ                | 牝3   | 蛯名正義                                | 国枝栄                                  | JRA美浦                  |
| 10月17日                               | 京都競馬場                             | 芝2000m                                | アパパネ                | 牝3   | 金子真人ホールディングス（株）          | 金子真人ホールディングス（株）          | 1:58.4                   |
| 第71回菊花賞                           | 第71回菊花賞                           | 第71回菊花賞                           | ビッグウィーク          | 牡3   | 川田将雅                                | 長浜博之                                | JRA栗東                  |
| 10月24日                               | 京都競馬場                             | 芝3000m                                | ビッグウィーク          | 牡3   | 谷水雄三                                | 谷水雄三                                | 3:06.1                   |
| 第142回天皇賞・秋                      | 第142回天皇賞・秋                      | 第142回天皇賞・秋                      | ブエナビスタ            | 牝4   | クリストフ・スミヨン                    | 松田博資                                | JRA栗東                  |
| 10月31日                               | 東京競馬場                             | 芝2000m                                | ブエナビスタ            | 牝4   | （有）サンデーレーシング                | （有）サンデーレーシング                | 1:58.2                   |
| 第35回エリザベス女王杯                 | 第35回エリザベス女王杯                 | 第35回エリザベス女王杯                 | スノーフェアリー        | 牝3   | ライアン・ムーア                        | エドワード・ダンロップ                  | 英国                     |
| 11月14日                               | 京都競馬場                             | 芝2200m                                | スノーフェアリー        | 牝3   | アナモイン社                            | アナモイン社                            | 2:12.6                   |
| 第27回マイルチャンピオンシップ         | 第27回マイルチャンピオンシップ         | 第27回マイルチャンピオンシップ         | エーシンフォワード      | 牡5   | 岩田康誠                                | 西園正都                                | JRA栗東                  |
| 11月21日                               | 京都競馬場                             | 芝1600m                                | エーシンフォワード      | 牡5   | （株）栄進堂                            | （株）栄進堂                            | 1:31.8（コースレコード） |
| 第30回ジャパンカップ                   | 第30回ジャパンカップ                   | 第30回ジャパンカップ                   | ローズキングダム        | 牡3   | 武豊                                    | 橋口弘次郎                              | JRA栗東                  |
| 11月28日                               | 東京競馬場                             | 芝2400m                                | ローズキングダム        | 牡3   | （有）サンデーレーシング                | （有）サンデーレーシング                | 2:25.2                   |
| 第11回ジャパンカップダート             | 第11回ジャパンカップダート             | 第11回ジャパンカップダート             | トランセンド            | 牡4   | 藤田伸二                                | 安田隆行                                | JRA栗東                  |
| 12月5日                                | 阪神競馬場                             | ダート1800m                            | トランセンド            | 牡4   | 前田幸治                                | 前田幸治                                | 1:48.9                   |
| 第62回阪神ジュベナイルフィリーズ       | 第62回阪神ジュベナイルフィリーズ       | 第62回阪神ジュベナイルフィリーズ       | レーヴディソール        | 牝2   | 福永祐一                                | 松田博資                                | JRA栗東                  |
| 12月12日                               | 阪神競馬場                             | 芝1600m                                | レーヴディソール        | 牝2   | （有）サンデーレーシング                | （有）サンデーレーシング                | 1:35.7                   |
| 第62回朝日杯フューチュリティステークス | 第62回朝日杯フューチュリティステークス | 第62回朝日杯フューチュリティステークス | グランプリボス          | 牡2   | ミルコ・デムーロ                        | 矢作芳人                                | JRA栗東                  |
| 12月19日                               | 中山競馬場                             | 芝1600m                                | グランプリボス          | 牡2   | （株）グランプリ                        | （株）グランプリ                        | 1:33.9                   |
| 第55回有馬記念                         | 第55回有馬記念                         | 第55回有馬記念                         | ヴィクトワールピサ      | 牡3   | ミルコ・デムーロ                        | 角居勝彦                                | JRA栗東                  |
| 12月26日                               | 中山競馬場                             | 芝2500m                                | ヴィクトワールピサ      | 牡3   | 市川義美                                | 市川義美                                | 2:32.6                   |

### 地方競馬・統一JpnI競走
| 競走名                               | 競走名                               | 競走名                               | 優勝馬             | 性齢 | 騎手                                 | 調教師                               | 所属               |
| 月日                                 | 競馬場                               | 距離                                 | 優勝馬             | 性齢 | 馬主                                 | 馬主                                 | タイム             |
| ------------------------------------ | ------------------------------------ | ------------------------------------ | ------------------ | ---- | ------------------------------------ | ------------------------------------ | ------------------ |
| 第59回川崎記念                       | 第59回川崎記念                       | 第59回川崎記念                       | ヴァーミリアン     | 牡8  | 武豊                                 | 石坂正                               | JRA栗東            |
| 1月27日                              | 川崎競馬場                           | 2100m                                | ヴァーミリアン     | 牡8  | （有）サンデーレーシング             | （有）サンデーレーシング             | 2:12.7（レコード） |
| 第22回かしわ記念                     | 第22回かしわ記念                     | 第22回かしわ記念                     | エスポワールシチー | 牡5  | 佐藤哲三                             | 安達昭夫                             | JRA栗東            |
| 5月5日                               | 船橋競馬場                           | 1600m                                | エスポワールシチー | 牡5  | （株）友駿ホースクラブ               | （株）友駿ホースクラブ               | 1:36.8             |
| 第33回帝王賞                         | 第33回帝王賞                         | 第33回帝王賞                         | フリオーソ         | 牡6  | 戸崎圭太                             | 川島正行                             | 南関東・船橋       |
| 6月30日                              | 大井競馬場                           | 2000m                                | フリオーソ         | 牡6  | ダーレー・ジャパン・ファーム         | ダーレー・ジャパン・ファーム         | 2:03.4             |
| 第12回ジャパンダートダービー         | 第12回ジャパンダートダービー         | 第12回ジャパンダートダービー         | マグニフィカ       | 牡3  | 戸崎圭太                             | 川島正行                             | 南関東・船橋       |
| 7月14日                              | 大井競馬場                           | 2000m                                | マグニフィカ       | 牡3  | 吉田照哉                             | 吉田照哉                             | 2:05.2             |
| 第23回マイルチャンピオンシップ南部杯 | 第23回マイルチャンピオンシップ南部杯 | 第23回マイルチャンピオンシップ南部杯 | オーロマイスター   | 牡5  | 吉田豊                               | 大久保洋吉                           | JRA美浦            |
| 10月11日                             | 盛岡競馬場                           | 1600m                                | オーロマイスター   | 牡5  | （有）サンデーレーシング             | （有）サンデーレーシング             | 1:34.8（レコード） |
| 第10回JBCスプリント                  | 第10回JBCスプリント                  | 第10回JBCスプリント                  | サマーウインド     | 牡5  | 藤岡佑介                             | 庄野靖志                             | JRA栗東            |
| 11月3日                              | 船橋競馬場                           | 1000m                                | サマーウインド     | 牡5  | （株）ヒダカ・ブリーダーズ・ユニオン | （株）ヒダカ・ブリーダーズ・ユニオン | 0:57.6             |
| 第10回JBCクラシック                  | 第10回JBCクラシック                  | 第10回JBCクラシック                  | スマートファルコン | 牡5  | 武豊                                 | 小崎憲                               | JRA栗東            |
| 11月3日                              | 船橋競馬場                           | 1800m                                | スマートファルコン | 牡5  | 大川徹                               | 大川徹                               | 1:49.9             |
| 第61回全日本2歳優駿                  | 第61回全日本2歳優駿                  | 第61回全日本2歳優駿                  | ビッグロマンス     | 牡2  | 田中勝春                             | 河野通文                             | JRA美浦            |
| 12月15日                             | 川崎競馬場                           | 1600m                                | ビッグロマンス     | 牡2  | 西村専次                             | 西村専次                             | 1:41.2             |
| 第56回東京大賞典                     | 第56回東京大賞典                     | 第56回東京大賞典                     | スマートファルコン | 牡5  | 武豊                                 | 小崎憲                               | JRA栗東            |
| 12月29日                             | 大井競馬場                           | 2000m                                | スマートファルコン | 牡5  | 大川徹                               | 大川徹                               | 2:00.4（レコード） |

### 中央競馬・障害（JGI）
| 競走名                     | 競走名                     | 競走名                     | 優勝馬           | 性齢 | 騎手     | 調教師   | 所属    |
| 月日                       | 競馬場                     | コース・距離               | 優勝馬           | 性齢 | 馬主     | 馬主     | タイム  |
| -------------------------- | -------------------------- | -------------------------- | ---------------- | ---- | -------- | -------- | ------- |
| 第12回中山グランドジャンプ | 第12回中山グランドジャンプ | 第12回中山グランドジャンプ | メルシーモンサン | 牡5  | 高野容輔 | 武宏平   | JRA栗東 |
| 4月17日                    | 中山競馬場                 | 障害芝4250m                | メルシーモンサン | 牡5  | 永井康郎 | 永井康郎 | 5:03.5  |
| 第133回中山大障害          | 第133回中山大障害          | 第133回中山大障害          | バシケーン       | 牡5  | 簑島靖典 | 高橋義博 | JRA美浦 |
| 12月25日                   | 中山競馬場                 | 障害芝4100m                | バシケーン       | 牡5  | 石橋英郎 | 石橋英郎 | 4:46.1  |

### ばんえい（BGI）
- 2009年度

| 競走名             | 競走名             | 競走名             | 優勝馬         | 性齢 | 騎手       | 調教師   | タイム ばんえい重量 |
| 月日               | 競馬場             | コース・距離       | 優勝馬         | 性齢 | 馬主       | 馬主     | タイム ばんえい重量 |
| ------------------ | ------------------ | ------------------ | -------------- | ---- | ---------- | -------- | ------------------- |
| 第3回天馬賞        | 第3回天馬賞        | 第3回天馬賞        | オレワスゴイ   | 牡5  | 藤本匠     | 皆川公二 | 1:50.8 760Kg        |
| 1月3日             | 帯広競馬場         | ダート200m         | オレワスゴイ   | 牡5  | 大野清二   | 大野清二 | 1:50.8 760Kg        |
| 第41回イレネー記念 | 第41回イレネー記念 | 第41回イレネー記念 | テンマデトドケ | 牡3  | 大河原和雄 | 服部義幸 | 1:50.4 670Kg        |
| 3月14日            | 帯広競馬場         | ダート200m         | テンマデトドケ | 牡3  | 石川達敏   | 石川達敏 | 1:50.4 670Kg        |
| 第42回ばんえい記念 | 第42回ばんえい記念 | 第42回ばんえい記念 | ニシキダイジン | 牡9  | 藤野俊一   | 金田勇   | 4:24.8 1000Kg       |
| 3月28日            | 帯広競馬場         | ダート200m         | ニシキダイジン | 牡9  | 仙頭富萬   | 仙頭富萬 | 4:24.8 1000Kg       |

- 2010年度

| 競走名                   | 競走名                   | 競走名                   | 優勝馬             | 性齢 | 騎手     | 調教師   | タイム ばんえい重量 |
| 月日                     | 競馬場                   | コース・距離             | 優勝馬             | 性齢 | 馬主     | 馬主     | タイム ばんえい重量 |
| ------------------------ | ------------------------ | ------------------------ | ------------------ | ---- | -------- | -------- | ------------------- |
| 第22回ばんえいグランプリ | 第22回ばんえいグランプリ | 第22回ばんえいグランプリ | ナリタボブサップ   | 牡8  | 鈴木恵介 | 大友栄人 | 2:08.5 820Kg        |
| 8月15日                  | 帯広競馬場               | ダート200m               | ナリタボブサップ   | 牡8  | 大森勝廣 | 大森勝廣 | 2:08.5 820Kg        |
| 第35回ばんえいオークス   | 第35回ばんえいオークス   | 第35回ばんえいオークス   | ダイリンビューティ | 牝3  | 細川弘則 | 小林長吉 | 1:32.4 670Kg        |
| 11月28日                 | 帯広競馬場               | ダート200m               | ダイリンビューティ | 牝3  | 早坂末光 | 早坂末光 | 1:32.4 670Kg        |
| 第39回ばんえいダービー   | 第39回ばんえいダービー   | 第39回ばんえいダービー   | ミスタートカチ     | 牡3  | 松田道明 | 前原和信 | 1:50.9 730Kg        |
| 12月26日                 | 帯広競馬場               | ダート200m               | ミスタートカチ     | 牡3  | 小島智子 | 小島智子 | 1:50.9 730Kg        |

### 騎手招待競走
- 第8回佐々木竹見カップ ジョッキーズグランプリ（1月26日・川崎競馬場）優勝：町田直希（川崎）[162]
- 第18回ゴールデンジョッキーカップ（2月18日・園田競馬場）優勝：岩田康誠（JRA）[163]
- 第24回ワールドスーパージョッキーズシリーズ（11月27日・東京競馬場）優勝：ライアン・ムーア（ イギリス）[164]
- レディースジョッキーズシリーズ2010（11月16日・金沢、12月1日・名古屋、12月16日・荒尾各競馬場）優勝：岩永千明（荒尾）[165]

## 表彰

### JRA賞
2011年1月6日発表
競走馬部門
- 年度代表馬・最優秀4歳以上牝馬：ブエナビスタ（牝4歳、栗東・松田博資厩舎）
- 最優秀2歳牡馬：グランプリボス（牡2歳、栗東・矢作芳人厩舎）
- 最優秀2歳牝馬：レーヴディソール（牝2歳、栗東：松田博資厩舎）
- 最優秀3歳牡馬：ヴィクトワールピサ（牡3歳、栗東：角居勝彦厩舎）
- 最優秀3歳牝馬：アパパネ（牝3歳、美浦・国枝栄厩舎）
- 最優秀4歳以上牡馬：ナカヤマフェスタ（牡4歳、美浦・二ノ宮敬宇厩舎）
- 最優秀短距離馬：キンシャサノキセキ（牡7歳、美浦・堀宣行厩舎）
- 最優秀ダートホース：エスポワールシチー（牡6歳、栗東：安達昭夫厩舎）
- 最優秀障害馬：バシケーン（牡5歳、美浦・高橋義博厩舎）
- 特別賞：該当馬なし

調教師・騎手部門
- 最多勝利調教師：音無秀孝（栗東）
- 最高勝率調教師：池江泰寿（栗東）
- 最多賞金獲得調教師・優秀技術調教師：角居勝彦（栗東）
- 最多勝利騎手：内田博幸（美浦）※JRA+地方+日本国外での合計[注 4]
- 最高勝率騎手：横山典弘（美浦）
- 最多賞金獲得騎手：蛯名正義（美浦）※地方交流重賞分も含む
- 最多勝利障害騎手：五十嵐雄祐（美浦）※対象は10勝以上
- 最多勝利新人騎手：高倉稜（栗東）※対象は30勝以上
- 特別模範騎手：藤田伸二（栗東）※史上初の複数回受賞

JRA賞馬事文化賞
- 受賞作品：NHK土曜ドラマ・チャンス
- 受賞者：NHKエンタープライズ

### NARグランプリ
2011年1月11日発表
表彰馬部門
- 年度代表馬・サラ4歳以上最優秀馬：フリオーソ（牡6歳、船橋・川島正行厩舎）
- サラ2歳最優秀馬：カネマサコンコルド（牡2歳、北海道・堂山芳則厩舎）
- サラ3歳最優秀馬：マグニフィカ（牡3歳、船橋・川島正行厩舎）
- ばんえい最優秀馬：ニシキダイジン（牡9歳、槻舘重人厩舎）
- 最優秀牝馬：ユキチャン（牝5歳、川崎・山崎尋美厩舎）
- 最優秀短距離馬：ナイキマドリード（牡4歳、船橋・川島正行厩舎）
- ダートグレード競走特別賞馬：スマートファルコン（牡5歳、JRA栗東・小崎憲厩舎）
- アラブ最優秀馬：該当馬なし
- 最優秀ターフ馬：該当馬なし
- 特別表彰馬：コスモバルク（元競走馬）

表彰者部門
- 最優秀勝利回数調教師：田中守（高知）
- 最優秀賞金拾得調教師：川島正行（船橋）
- 最優秀勝率調教師：出川克己（船橋）
- 殊勲調教師賞：該当者なし
- 最優秀勝利回数騎手・最優秀賞金拾得騎手：戸崎圭太（大井）
- 最優秀勝率騎手：赤岡修次（高知）
- 優秀新人騎手：清水裕一（佐賀）
- 優秀女性騎手：別府真衣（高知）、山本茜（愛知）
- ベストフェアプレイ賞：田中学（兵庫）
- 殊勲騎手賞：山口勲（佐賀）※25年ぶりの九州競馬からのリーディングジョッキー獲得
- 特別賞：藤本匠（ばんえい）※ばんえい競馬史上二人目の通算3000勝達成

## 通算勝利数の記録
地方競馬（ばんえいを除く）は「地方通算」のものと「中央・地方通算」があるが、それぞれ出典に拠った。
記載は氏名（達成地、達成日）の順。

### 騎手
初勝利
フランシス・ベリー（JRA中山、12月25日）※JRA初勝利
100勝
田中博康（JRA新潟、5月2日）
竹ケ原茉耶（ばんえい帯広、6月21日）
田嶋翔（JRA小倉、7月18日）
丸田恭介（JRA函館、7月24日）
田中力（船橋、11月1日）
丸山元気（JRA小倉、12月25日）
200勝
川島正太郎（船橋、8月25日）
三浦皇成（JRA札幌、9月25日）
浜中俊（JRA阪神、10月16日）
北村友一（JRA京都、11月6日）
鮫島良太（JRA福島、11月21日）
300勝
太宰啓介（JRA福島、4月10日）
吉田隼人（JRA函館、7月3日）
400勝
松岡正海（JRA東京、5月9日）
藤岡佑介（JRA京都、10月24日）
500勝
上村洋行（JRA新潟、5月2日）
小牧太（JRA阪神、9月25日）
内田博幸（JRA東京、10月10日）
600勝
秋山真一郎（JRA中京、3月7日）
700勝
北村宏司（JRA東京、10月17日）
岩田康誠（JRA阪神、12月19日）
800勝
幸英明（JRA京都、5月22日）
900勝
川島洋人（門別、8月24日）
1000勝
安藤勝己（JRA京都、1月30日）
下原理（姫路、5月25日）
村松学（盛岡、5月29日）
鈴木恵介（ばんえい帯広、11月1日）
齊藤正弘（門別、11月17日）
1200勝
後藤浩輝（JRA東京、2月14日）
福永祐一（JRA東京、11月27日）
1500勝
戸崎圭太（川崎、8月24日）
井上俊彦（門別、11月16日）
1600勝
中舘英二（JRA中京、2月6日）
1700勝
藤田伸二（JRA札幌、8月29日）
1800勝
蛯名正義（JRA中京、3月20日）
1900勝
柴田善臣（JRA東京、5月15日）
2000勝
藤野俊一（ばんえい帯広、6月13日）
兒島真二（名古屋、7月1日）
木村健（園田、9月8日）
岡部誠（名古屋、9月15日）
2100勝
横山典弘（JRA東京、5月2日）
2500勝
山口勲（佐賀、8月28日）
安部幸夫（笠松、11月23日）
3000勝
藤本匠（ばんえい帯広、7月3日）
4000勝
菅原勲（水沢、11月29日）
6000勝
的場文男（大井、6月4日）

### 調教師
初勝利
新開幸一（JRA東京、11月6日）
100勝
服部利之（JRA阪神、4月10日）
武藤善則（JRA中山、4月17日）
平田修（JRA京都、5月2日）
古賀慎明（JRA福島、6月19日）
松永昌博（JRA京都、10月30日）
200勝
池添兼雄（JRA京都、1月10日）
戸田博文（JRA中山、3月28日）
勢司和浩（JRA東京、5月22日）
相沢郁（JRA函館、6月20日）
池江泰寿（JRA阪神、7月3日）
高市圭二（JRA小倉、8月14日）
大久保龍志（JRA新潟、8月28日）
五十嵐忠男（JRA京都、10月9日）
300勝
池上昌弘（JRA福島、6月19日）
角居勝彦（JRA京都、11月20日）
400勝
安田隆行（JRA札幌、9月12日）
宗像義忠（JRA東京、11月1日）
松元茂樹（JRA阪神、12月18日）
500勝
森秀行（JRA中山、2月27日）
二ノ宮敬宇（JRA新潟、5月23日）
出川克己（船橋、11月1日）
700勝
鈴木康弘（JRA中山、1月23日）
領家政蔵（JRA新潟、8月7日）
800勝
池江泰郎（JRA中京、1月31日）
大久保洋吉（JRA中山、4月4日）
1000勝
川島正行（川崎、7月5日）

## 誕生
この年に生まれた競走馬は2013年のクラシック世代となる。

### 競走馬
- 1月15日 - メイケイペガスター[232]
- 1月21日 - ラストインパクト[233]
- 1月23日 - サンブルエミューズ[234]
- 1月28日 - ローブティサージュ[235]
- 1月30日 - ラブリーデイ[236]
- 1月31日 - デニムアンドルビー[237]、ラキシス[238]
- 2月2日 - クリソライト[239]
- 2月11日 - エピファネイア[240]、ウリウリ[241]、ケイアイチョウサン[242]
- 2月14日 - カミノタサハラ[243]、ザラストロ[244]
- 2月15日 - コディーノ[245]、ジェベルムーサ[246]、メイショウアイアン[247]
- 2月18日 - アップトゥデイト[248]
- 2月20日 - コレクターアイテム[249]
- 2月21日 - アユサン[250]
- 2月22日 - ディアデラマドレ[251]、ストークアンドレイ[252]
- 2月24日 - ダノンレジェンド[253]、タイセイドリーム[254]
- 2月25日 - クロフネサプライズ[255]、メイショウマンボ[256]
- 2月26日 - ラインミーティア[257]
- 2月27日 - インパルスヒーロー[258]、カフェブリリアント
- 2月28日 - レッドアリオン[259]
- 3月3日 - マイネルフィエスタ[260]
- 3月5日 - キズナ[261]
- 3月6日 - トーキングドラム[262]
- 3月7日 - ベストウォーリア[263]
- 3月10日 - ロゴタイプ[264]
- 3月15日 - スイートサルサ[265]、スマートオリオン[266]
- 3月18日 - サトノノブレス[267]、クラウンロゼ
- 3月20日 - ダンスディレクター[268]
- 3月22日 - ノボリディアーナ
- 3月23日 - トロワボヌール、マコトブリジャール
- 3月24日 - コパノリッキー[269]、インカンテーション[270]
- 3月26日 - サウンドリアーナ
- 3月28日 - エーシントップ[271]、シャトーブランシュ[272]
- 3月29日 - ソロル[273]
- 3月30日 - ニホンピロバロン[274]、ウキヨノカゼ[275]
- 3月31日 - フルーキー[276]、テイエムイナズマ[277]
- 4月4日 - ウインプリメーラ[278]
- 4月5日 - マイネルエテルネル[279]
- 4月7日 - アムールポエジー[280]
- 4月12日 - マキオボーラー[281]
- 4月15日 - コパノリチャード[282]
- 4月16日 - マイネルクロップ[283]
- 4月18日 - ティーハーフ[284]
- 4月19日 - クワイトファイン
- 4月20日 - アルムダプタ[285]
- 4月23日 - マイネルホウオウ[286]
- 4月25日 - ユールシンギング[287]
- 4月26日 - ヒラボクディープ[288]、ショウナンアポロン[289]
- 4月30日 - ピッチシフター[290]
- 5月5日 - スマートレイアー[291]、サンバビーン[292]
- 5月6日 - サマリーズ[293]
- 5月10日 - アウォーディー[294]、キタサンミカヅキ[295]
- 5月11日 - フェイムゲーム[296]、クリノスターオー[297]
- 5月12日 - グレイスフルリープ[298]、タガノトネール[299]
- 5月15日 - サウンドトゥルー[300]、スマートレイアー
- 5月30日 - ソルテ[301]
- 6月8日 - マイネルミラノ[302]

## 死去

### 競走馬、繁殖馬
- 1月 - シックスセンス
- 1月18日 - ミツワトップレディ
- 2月1日 - トウカイナチュラル[303]
- 4月26日 - バブルガムフェロー[304]
- 5月12日 - ヘクタープロテクター[305]
- 5月25日 - オースミダイナー[306]
- 5月29日 - タスカータソルテ[307]
- 6月3日 - アントニオバローズ[308]
- 6月30日 - タケミカヅチ[309]
- 7月2日
  - シングスピール[310]
  - ヤマカツスズラン[311]
- 7月3日 - オグリキャップ[312]
- 7月12日 - モンテファスト[313]
- 7月17日 - グルメフロンティア[314]
- 7月18日 - カノヤザクラ
- 8月2日 - チェレブリタ[315]
- 8月18日 - バトルブレーヴ[316]
- 8月29日 - スーパークリーク[317]
- 9月25日 - エレーヌ[318]
- 10月18日 - ブラックバースピン[319]
- 11月23日 - サクラユタカオー[320]
- 12月19日 - テイエムオーロラ[157]

### 人物
- 1月10日 - 木村善一（冠名「ランド」の馬主、主な所有馬にランドパワーなど）[321]
- 1月11日 - 長谷川三郎（神奈川県川崎競馬組合調教師）[322]
- 1月16日 - 中尾銑治（日本中央競馬会元騎手・調教師）[323]
- 1月17日 - 小紫芳夫（馬主、元東京馬主協会・日本馬主協会連合会会長、1987年宝塚記念優勝馬スズパレードなどを所有）[324]
- 2月25日 - 林儀信（冠名「ジンク」「ゼット」の馬主、主な所有馬にゴーゴーゼットなど）[325]
- 3月19日 - 伊達秀和（馬主、サンシャイン牧場創業者。アローエクスプレス、ブロケードなどを所有）[326]
- 3月31日 - 細川益男（馬主、マチカネフクキタル、マチカネタンホイザなど「マチカネ」の冠名で知られる）[327]
- 5月9日 - 蛯名末五郎（特別区競馬組合調教師）[328]
- 7月6日 - 田所清広（日本中央競馬会調教師・元騎手）[329]
- 7月12日 - 松本兼吉（馬主、元東京馬主協会会長、「ツルガオカ」の冠名で知られる）[330]
- 7月26日 - 山崎彰義（日本中央競馬会元騎手・調教師）[331]
- 8月19日 - 橋本邦治（東京競馬記者クラブ会友（元日刊スポーツ競馬担当記者）、元ラジオたんぱ競馬中継解説者）[332]
- 8月31日 - 高橋政行（日本中央競馬会前理事長）[333]

## 引退

### 競走馬
括弧は重賞勝ち鞍、実績。
- 1月4日 - マツリダゴッホ（2007年有馬記念、2007年～2009年オールカマー他）[334]
- 1月6日 - スリーロールス（2009年菊花賞）[335]
- 1月9日 - ワンモアチャッター[336]
- 1月13日 - ダイナブロス（サラブレッド最多の300戦出走）[337]
- 1月16日 - カフェオリンポス[338]
- 2月9日 - ルルパンブルー[339]
- 2月24日
  - インティライミ[340]
  - エアパスカル[341]
- 3月5日 - エリモマキシム[342]
- 3月10日 - オースミグラスワン[343]
- 3月14日 - サイレントプライド[344]
- 3月17日
  - ザレマ（2009年京成杯オータムハンデキャップ）[345]
  - コスモバルク（2006年シンガポール航空インターナショナルカップ、2004年弥生賞、セントライト記念、2003年ラジオたんぱ杯2歳ステークス）
- 3月18日 - ウオッカ（2007年東京優駿などGI7勝）[346]
- 4月2日
  - マチカネオーラ[347]
  - アルティマトゥーレ（2009年セントウルステークス、2010年シルクロードステークス）[348]
- 4月7日
  - キングストレイル（後にアイルランドへ）[349]
  - クールジョイ[350]
- 4月9日 - リミットレスビッド[351]
- 4月14日 - トールポピー（2007年阪神ジュベナイルフィリーズ、2008年優駿牝馬）[352]
- 4月28日 - ゼンノパルテノン[353]
- 4月29日 - ジェルミナル[354]
- 5月14日 - ワイルドワンダー[355]
- 5月19日 - トーワヒヨシマル[356]
- 5月20日 - タマモサポート[357]
- 6月30日 - ダノンゴーゴー[358]
- 7月8日 - アルナスライン（2009年日経賞）[359]
- 7月14日 - タニノマティーニ[360]
- 7月15日 - ディープサマー[361]
- 7月28日
  - ピカレスクコート（ディープインパクトが凱旋門賞に出走した時の帯同馬）[362]
  - ランザローテ[363]
  - バクシンオー（アングロアラブ馬）[364]
- 8月18日 - ステキシンスケクン[365]
- 8月19日 - デグラーティア[366]
- 8月22日 - トーホウレーサー[367]
- 8月26日 - マヤノスターダム[368]
- 9月2日 - アドマイヤオーラ（2007年シンザン記念）[369]
- 9月4日 - コスモベル[370]
- 9月8日 - ヴァンクルタテヤマ[371]
- 9月9日 - エフティマイア[372]
- 9月17日 - カネヒキリ（2005年・2008年ジャパンカップダート他）[373]
- 10月14日 - ローレルゲレイロ（2009年高松宮記念、スプリンターズステークス）[374]（競走馬登録抹消は11月20日付）
- 10月15日
  - メリッサ（2010年北九州記念）[375]
  - エイシンドーバー[376]
- 10月23日 - ニシノブルームーン[377]
- 10月29日 - ギルガメッシュ[378]
- 11月5日 - ブレイクランアウト[379]
- 11月10日 - アンバージャック[380]
- 11月11日 - イナズマアマリリス[381]
- 11月17日
  - テイエムプリキュア（2006年阪神ジュベナイルフィリーズ、2009年日経新春杯）
  - マイネレーツェル[382]
- 11月19日 - デンシャミチ[383]
- 11月25日 - スーパーホーネット[384]
- 12月1日
  - サトノプログレス[385]
  - タイキレーザー[386]
- 12月8日
  - プレミアムボックス（2009年京阪杯他）[387]
  - レッドアゲート[388]
  - ピエナビーナス
- 12月10日 - リトルアマポーラ（2008年エリザベス女王杯、2009年愛知杯）[389]
- 12月16日 - ラッシュストリート[390]
- 12月18日 - マルカシェンク[391]
- 12月19日 - ヴァーミリアン（2007年～2009年JBCクラシック、2007年ジャパンカップダートほかGI9勝）[392]
- 12月22日
  - レジネッタ（2008年桜花賞）[393]
  - ムードインディゴ（2009年府中牝馬ステークス）[394]
- 12月26日 - サンレイジャスパー[395]
- 12月28日 - ユキチャン（2008年関東オークス、2009年クイーン賞、2010年TCK女王盃）[396][397]

### 人物
- 1月31日 - 高山太郎（JRA騎手 調教助手へ転身）[398][注 5]
- 2月28日
  - 菊沢隆徳（JRA騎手 調教師転向による）
  - 角田晃一（JRA騎手 同上）
  - 塚田祥雄（JRA騎手）
  - 西原玲奈（JRA騎手 調教助手へ転身）
  - 橋本美純（JRA騎手 同上）
  - 佐々木亜良（JRA調教師 勇退）
  - 福永甲（JRA調教師）
- 5月28日 - 桑島孝春（千葉県競馬組合騎手）[399]
- 5月31日 - 板垣吉則（岩手県競馬組合騎手 調教師転向による）[400]
- 9月28日 - 高馬元紘（兵庫県競馬組合騎手 同上）[401]
- 9月30日 - 土谷智紀（JRA騎手 調教助手へ転身）[402]
- 10月20日
  - 中野渡清一（JRA調教師 勇退）[403]
  - 高井彰大（JRA騎手 調教助手へ転身）[404]
- 10月31日 - 出津孝一（JRA騎手 同上）[405]
- 12月20日
  - 小林常泰（JRA調教師 勇退）[406]
  - 生野賢一（JRA騎手 調教助手へ転身）[407]
  - 金折知則（JRA騎手 同上）
  - 菊地昇吾（JRA騎手 同上）
  - 北村浩平（JRA騎手 同上）
  - 田島裕和（JRA騎手 同上）
  - 仲田雅興（JRA騎手 同上）
  - 船曳文士（JRA騎手 同上）
  - 柄崎将寿（JRA騎手 同上）[408]
- 12月30日 - 佐藤希世子（ばんえい競馬騎手 厩務員へ転身）[409]
- 12月31日
  - 齊藤正弘（ホッカイドウ競馬騎手 調教師転向による）
  - 的場直之（特別区競馬組合騎手 同上）
  - 倉地学（愛知県競馬組合騎手 同上）[410]
  - 高野容輔（JRA騎手 調教助手へ転身）
  - 郷原洋司（JRA騎手 同上）
  - 小林久晃（JRA騎手 同上）[411]

### 繁殖馬
- ヤエノムテキ

## 新種牡馬
内国産馬
| 馬名               | 父                   | 父系                     |
| ------------------ | -------------------- | ------------------------ |
| アグネススペシャル | サンデーサイレンス   | サンデーサイレンス系     |
| アグネスプラネット | サンデーサイレンス   | サンデーサイレンス系     |
| アドマイヤジャパン | サンデーサイレンス   | サンデーサイレンス系     |
| アンクルスーパー   | デインヒル           | ダンジグ系               |
| オンファイア       | サンデーサイレンス   | サンデーサイレンス系     |
| カミノサイレンス   | サンデーサイレンス   | サンデーサイレンス系     |
| シャンハイジゴロ   | シャンハイ           | ミスタープロスペクター系 |
| スズカマンボ       | サンデーサイレンス   | サンデーサイレンス系     |
| スズノミヤビオー   | バンブーアトラス     | リボー系                 |
| ソングオブウインド | エルコンドルパサー   | ミスタープロスペクター系 |
| タイムパラドックス | ブライアンズタイム   | ロベルト系               |
| タガノマイバッハ   | ダンスインザダーク   | サンデーサイレンス系     |
| テレグノシス       | トニービン           | ゼダーン系               |
| ディープインパクト | サンデーサイレンス   | サンデーサイレンス系     |
| ディープサイレンス | サンデーサイレンス   | サンデーサイレンス系     |
| ナイキダンサー     | ブライアンズタイム   | ロベルト系               |
| ナリタセンチュリー | トニービン           | ゼダーン系               |
| ネヴァーフォゲット | コマンダーインチーフ | ダンシングブレーヴ系     |
| ハーツクライ       | サンデーサイレンス   | サンデーサイレンス系     |
| バランスオブゲーム | フサイチコンコルド   | ニジンスキー系           |
| プレシャスカフェ   | ハートレイク         | ヌレイエフ系             |
| ミツアキサイレンス | エイシンサンディ     | サンデーサイレンス系     |
| ミラクルポイント   | フジキセキ           | サンデーサイレンス系     |
| リンカーン         | サンデーサイレンス   | サンデーサイレンス系     |
| ロードマップ       | カルラネイチャー     | ロベルト系               |

※種付け料、種付け数は2007年、産駒数は2008年生まれのもの。シャンハイジゴロ（2009年度新種牡馬）とスズノミヤビオー（2008年度新種牡馬）は2010年に初産駒がデビュー。
輸入馬
| 生産国・馬名             | 父               | 父系                     |
| ------------------------ | ---------------- | ------------------------ |
| ウォーターリーグ         | デヒア           | デピュティミニスター系   |
| スニッツェル             | リダウツチョイス | ダンジグ系               |
| デビッドジュニア         | プレザントタップ | リボー系                 |
| ハイパーディライト       | シルヴァーホーク | ロベルト系               |
| ファンタスティックライト | ラーイ           | ブラッシンググルーム系   |
| ヘイアンワイルド         | ワイルドアゲイン | ニアークティック系       |
| ルールオブロー           | キングマンボ     | ミスタープロスペクター系 |
| ルゼル                   | ザフォニック     | ミスタープロスペクター系 |
| ロックオブジブラルタル   | デインヒル       | ダンジグ系               |

※種付け料、種付け数は2007年、産駒数は2008年生まれのもの。

## 脚註